# Calliactis conchiola
Calliactis conchiola is een zeeanemonensoort uit de familie Hormathiidae. De anemoon komt uit het geslacht Calliactis. Calliactis conchiola werd in 1952 voor het eerst wetenschappelijk beschreven door Parry. 